# 나콘파놈주
나콘파놈주(태국어: นครพนม)는 태국 북동부의 주(창왓)의 하나이다. 이웃한 주는 남쪽부터 시계 방향으로 묵다한 주, 사꼰나콘 주, 붕깐주이다. 동쪽은 라오스의 캄무안 주와 접한다.

## 지리
주는 메콩강의 계곡에 위치하고 대부분이 평야이다. 주의 북부는 고도가 높고 숲으로 덮여있다. 북부의 주요 강은 송크람 강과 오운 강이다. 남부는 더 평평하고 중요한 강으로 꿈 강이 있다. 주도인 나콘파놈은 메콩 강의 기슭에 위치한다.
숲과 구릉으로 이루어진 50km2면적의 푸랑까 국립공원에는 폭포인 땃 캄과 가장 인기있는 볼거리인 땃 포가 있다. 또한 Lady Slipper Orchid 꽃밭과 다양한 야생동물을 볼 수 있다.

## 역사
나콘파놈은 '산의 도시'를 의미하고 라마 1세에 의해 붙여진 것이다. 그러나 실제로는 나콘파놈에 산은 없고 석회암 산이 메콩강 건너의 라오스의 탁헥에 집중되어있다. 따라서 나콘파놈은 아마도 '산이 보이는 도시'를 의미할 것이다.
이 지역은 오랫동안 라오족이 거주했고 란상 왕국에 속했다. 또한 아유타야 왕국의 지배를 받게 된 후에도 라오족의 우세는 지속되었다.
베트남 전쟁에 의해서 난민이 되어, 라오스에서 도망쳐 온 베트남인이 살고 있는 지역이 나콘파놈 시의 일각에 있다.

## 행정 구역
주에는 12개의 암프(군)와 더 세부 행정구역인 97개의 땀본 그리고 1040개의 무반 (행정 구역)이 있다.
| 1. 므앙나콘파놈군 2. 쁠라빡군 3. 타우텐군 4. 반팽군 5. 탓파놈군 6. 레누나콘군 | 1. 나캐군 2. 시송크람군 3. 나와군 4. 폰사완군 5. 나톰군 6. 왕양군 |